# Saoirse Ronan
Saoirse Ronan (ejtsd: szirsa ronen, az USA-ban szörsa) (New York, 1994. április 12. –) Golden Globe-díjas ír színésznő.

## Élete
New Yorkban született, egyedüli gyerekként: az ír Paul és Monica Ronan lányaként, akik akkoriban az amerikai nagyvárosban éltek. Katolikus vallás szerint nevelkedett, s hároméves volt, mikor Írországba költözött családjával. A középiskolát magántanulóként végezte County Carlow-i otthonában. Szintén színész apját kiskorában elkísérte Az ördög maga és a Lapzárta – Veronica Guerin története forgatására is.

## Karrierje
Színészi karrierjét 2003-ban, az ír Dublini doktorok és a Proof című tévésorozatok néhány epizódjával kezdte, utóbbiban Emma Bolger szerepét vette át. Első filmszerepe az Anyád lehetnékben volt Michelle Pfeiffer lányaként, s fontos rész jutott neki a kiemelkedő kritikai sikert aratott Vágy és vezeklésben, melyért Oscar-, BAFTA- és Golden Globe-díjra jelölték a legjobb női mellékszereplő kategóriában. 2007-ben Catherine Zeta-Jones lányaként szerepelt a Houdini, a halál mágusa című filmben, 2008-ban a Szikraváros című családi moziban volt látható, 2009-ben pedig Peter Jackson filmjében, a Komfortos mennyországban játszott főszerepet; alakításáért BAFTA-jelölést érdemelt ki.

## Magánélete
Ír és amerikai állampolgársággal rendelkezik; így nyilatkozott: "nem tudom, honnan származom. Egyszerűen csak ír vagyok." Ennek ellenére New York-inak is vallja magát. Közeli kapcsolatban áll a szüleivel, és 19 éves koráig velük élt.
2018 óta Jack Lowden színész a barátja.
Nem használja a közösségi oldalakat; állítása szerint "túlzottan stresszesnek" találja.

## Filmográfia

### Film
| Év   | Magyar cím                  | Eredeti cím                              | Szerep                             | Magyar hang        | Rendező              |
| ---- | --------------------------- | ---------------------------------------- | ---------------------------------- | ------------------ | -------------------- |
| 2007 | Anyád lehetnék              | I Could Never Be Your Woman              | Izzie Mensforth                    | Kántor Kitty       | Amy Heckerling       |
| 2007 | Anyád lehetnék              | I Could Never Be Your Woman              | Izzie Mensforth                    | Hegedűs Johanna    | Amy Heckerling       |
| 2007 | Egy varázslatos karácsony   | The Christmas Miracle of Jonathan Toomey | Celia Hardwick                     | Pekár Adrienn      | Bill Clark           |
| 2007 | Vágy és vezeklés            | Atonement                                | Briony Tallis 13 évesen            | Talmács Márta      | Joe Wright (1.)      |
| 2007 | Houdini, a halál mágusa     | Death Defying Acts'                      | Benji McGarvie                     | Kántor Kitty       | Gillian Armstrong    |
| 2008 | Szikraváros                 | City of Ember                            | Lina Mayfleet                      | Kántor Kitty       | Gil Kenan            |
| 2009 | Komfortos mennyország       | The Lovely Bones                         | Susie Salmon                       | Csifó Dorina       | Peter Jackson        |
| 2010 | Arrietty – Elvitte a manó   | Arrietty                                 | Arrietty (angol hangja)            | Hermann Lilla      | Jonebajasi Hiromasza |
| 2010 | Út a szabadságba            | The Way Back                             | Irena Zielińska                    | Csuha Borbála      | Peter Weir           |
| 2011 | Violet és Daisy             | Violet & Daisy                           | Daisy                              | Szabó Luca         | Geoffrey S. Fletcher |
| 2011 | Hanna – Gyilkos természet   | Hanna                                    | Hanna                              | Csifó Dorina       | Joe Wright (2.)      |
| 2012 | Bizánc                      | Byzantium                                | Eleanor Webb                       | Kántor Kitty       | Neil Jordan          |
| 2013 | Majd újra lesz nyár         | How I Live Now                           | Daisy                              | Kántor Kitty       | Kevin Macdonald      |
| 2013 | Justin, a hős lovag         | Justin and the Knights of Valour         | Talia (hangja)                     | Csifó Dorina       | Manuel Sicilia       |
| 2013 | A burok                     | The Host                                 | Melanie Stryder / Wanderer "Wanda" | Bogdányi Titanilla | Andrew Niccol        |
| 2014 |                             | Lost River                               | Patkány (hangja)                   |                    | Ryan Gosling         |
| 2014 | Muppet-krimi: Körözés alatt | Muppets Most Wanted                      | önmaga (cameo)                     | Pekár Adrienn      | James Bobin          |
| 2014 | A Grand Budapest Hotel      | The Grand Budapest Hotel                 | Agatha                             | Vági Viktória      | Wes Anderson (1.)    |
| 2015 |                             | Stockholm, Pennsylvania                  | Leia Dargon                        |                    | Nikole Beckwith      |
| 2015 |                             | Weepah Way for Now                       | Emily (hangja)                     |                    | Stephen Ringer       |
| 2015 | Brooklyn                    | Brooklyn                                 | Eilis Lacey                        | Andrusko Marcella  | John Crowley         |
| 2017 |                             | Loving Vincent                           | Marguerite Gachet (hangja)         |                    | Dorota Kobiela       |
| 2017 | Hugh Welchman               | Loving Vincent                           | Marguerite Gachet (hangja)         |                    |                      |
| 2017 | Lady Bird                   | Lady Bird                                | Christine "Lady Bird" McPherson    | Gáspár Kata        | Greta Gerwig (1.)    |
| 2017 | Az a nap a tengerparton     | On Chesil Beach                          | Florence Ponting                   | Szabó Emília       | Dominic Cooke        |
| 2018 | Sirály                      | The Seagull                              | Nina Zarechnaya                    | Szabó Luca         | Michael Mayer        |
| 2018 | Két királynő                | Mary Queen of Scots                      | I. Mária skót királynő             | Gáspár Kata        | Josie Rourke         |
| 2019 | Kisasszonyok                | Little Women                             | Josephine "Jo" March               | Gáspár Kata        | Greta Gerwig (2.)    |
| 2020 | Ammonita                    | Ammonite                                 | Charlotte Murchison                | Gáspár Kata        | Francis Lee          |
| 2021 | A Francia Kiadás            | The French Dispatch                      | első showgirl                      |                    | Wes Anderson (2.)    |
| 2022 | Ecc, pecc, ki lehetsz?      | See How They Run                         | Stalker közrendőr                  | Kereki Anna        | Tom George           |
| 2023 |                             | Foe                                      | Henrietta                          |                    | Garth Davis          |
| 2024 | Parlagon                    | The Outrun                               | Rona                               | Csuha Borbála      | Nora Fingscheidt     |
| 2024 |                             | Blitz                                    | Rita                               |                    | Steve McQueen        |

### Televízió
| Év      | Magyar cím          | Eredeti cím         | Szerep               | Megjegyzés                     |
| ------- | ------------------- | ------------------- | -------------------- | ------------------------------ |
| 2003–04 | Dublini doktorok    | The Clinic          | Rhiannon Geraghty    | 4 epizód                       |
| 2005    |                     | Proof               | Orla Boland          | 4 epizód                       |
| 2014    | Robotcsirke         | Robot Chicken       | több szereplő hangja | 2 epizód                       |
| 2017    | Saturday Night Live | Saturday Night Live | önmaga (házigazda)   | 1 epizód ("Saoirse Ronan / U2) |

### Színház
| Év   | Cím                    | Szerep           | Helyszín                      |
| ---- | ---------------------- | ---------------- | ----------------------------- |
| 2016 | The Crucible           | Abigail Williams | Walter Kerr színház, Broadway |
| 2021 | The Tragedy of Macbeth | Lady Macbeth     | Almeida színház, West End     |

## Díjak és jelölések
- 2007: Vágy és vezeklés – Oscar-jelölés: legjobb mellékszereplő színésznő
Golden Globe-jelölés: legjobb mellékszereplő színésznő
BAFTA-jelölés: legjobb mellékszereplő színésznő
- 2009: Komfortos mennyország – BAFTA-jelölés: legjobb színésznő
- 2015: Brooklyn – Oscar-jelölés: legjobb főszereplő, színésznő
Golden Globe-jelölés: legjobb női dráma főszereplő
BAFTA-jelölés: legjobb főszereplő színésznő
- 2017: Lady Bird –

Golden Globe-díj: legjobb női főszereplő (musical/vígjáték) 

Oscar-jelölés: legjobb női főszereplő
BAFTA-jelölés: legjobb főszereplő színésznő
- 2019: Kisasszonyok – Oscar-jelölés: legjobb női főszereplő
Golden Globe-jelölés: legjobb női dráma főszereplő
BAFTA-jelölés: legjobb főszereplő színésznő
- 2025: Parlagon – BAFTA-jelölés: legjobb főszereplő színésznő
BAFTA-jelölés: legjobb brit film